# Dansk-tyska kriget
Dansk-tyska kriget eller andra schleswigska kriget (danska: 2. Slesvigske Krig; tyska: Deutsch-Dänischer Krieg) kallas det krig som under 1864 utspelade sig mellan Danmark och ett antal tyska stater med Preussen och Österrike i spetsen, med anledning av en tvist om hertigdömet Slesvig. Kriget kan ses som en fortsättning på slesvig-holsteinska kriget 1848–1851.

## Bakgrund

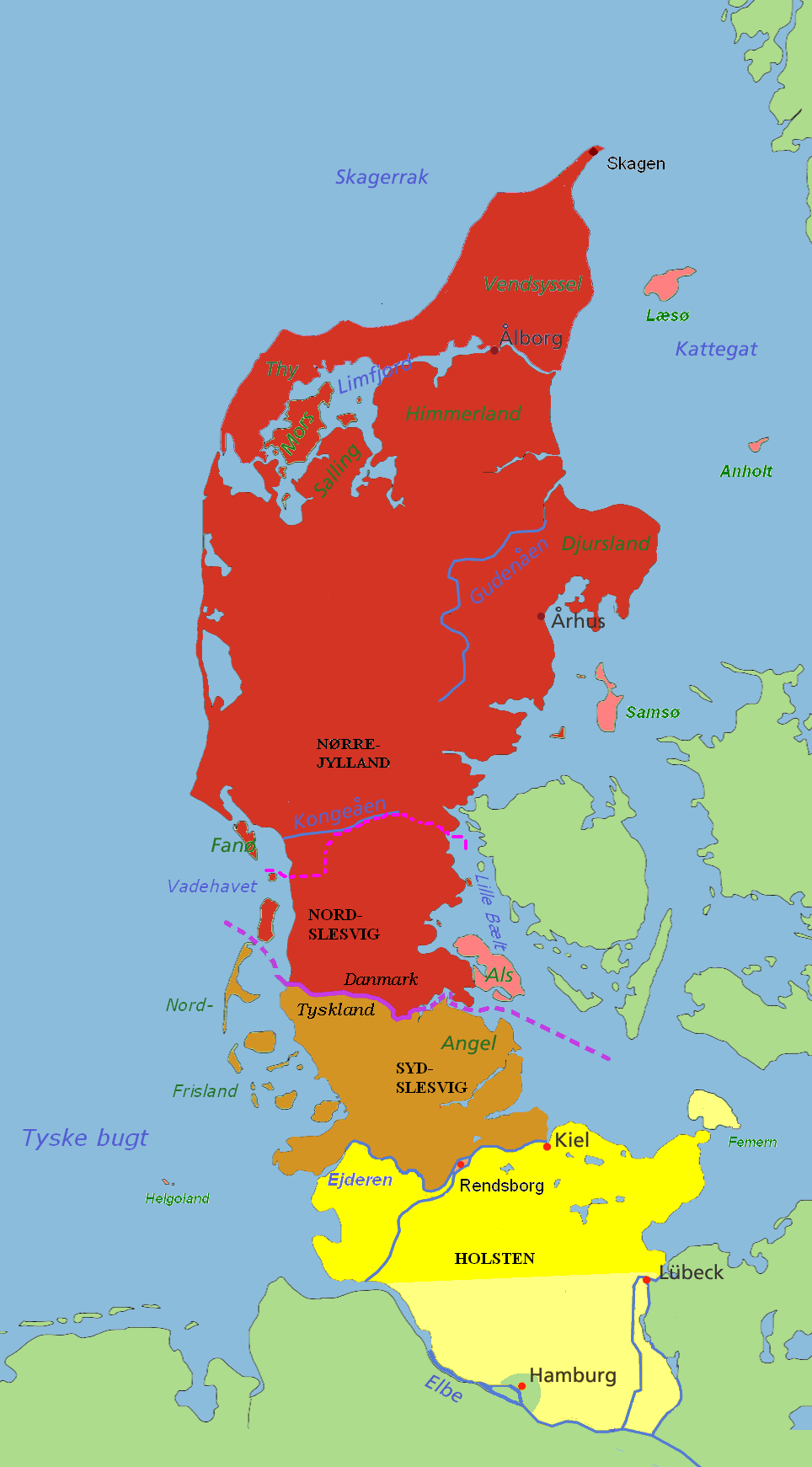
En karta över det omstridda området i jämförelse med dagens gränser. I dagens Jylland (rött) ingår norra Schleswig (mellan de purpurfärgade linjerna). Södra Schleswig är markerat orange och det historiska Holstein guldgult. Floden Eider utgör gränsen mellan Schleswig och Holstein. Efter kriget 1864 fick Danmark avträda hela Schleswig, men återfick den norra delen 1920.

Gränsområdet mellan Danmark och Tyskland hade under lång tid haft en blandad dansk och tysk befolkning, och de två hertigdömena Schleswig och Holstein ingick sedan länge i personalunion med Danmark. Danska respektive tyska nationalistiska stämningar hade uppstått med åsikter att området borde knytas närmare till Danmark respektive Tyskland, och där framför allt Schleswigs ställning var omstridd. Ett uppror bland de tyska invånarna i Schleswig-Holstein i början av 1848 med krav på frigörelse från Danmark ledde till det schleswig-holsteinska kriget 1848–1851, där Danmark stod som segrare, bland annat efter att Ryssland hade pressat Preussen att upphöra med sitt stöd till Schleswig-Holstein. De två hertigdömena förblev därför under danskt styre, men som en dansk eftergift bestod den så kallade helstaten, vilket innebar att Schleswig-Holstein styrdes som ett samlat område. Dansknationalisterna i Schleswig och den danska regeringen hade hellre införlivat hela Schleswig med det "egentliga" Danmark, men så skedde alltså inte. I grund och botten hade kriget således inte förändrat de motsättningar som ledde till dess utbrott.
Det fortsatta gemensamma regerandet ledde till författningsmässiga och politiska problem. Danmark var sedan 1849 en konstitutionell monarki, medan den danske kungen i sin egenskap av hertig av Schleswig respektive Holstein fortfarande var formell envåldshärskare med rådgivande ständerförsamlingar. I den gemensamma regeringen satt därför både liberala ministrar från Danmark och konservativa, adliga ministrar från Holstein. Lagstiftningsarbetet blev allt mer blockerat, och i Danmark fruktade man att riket skulle bli allt mer öppet för tysk inblandning som en följd av Holsteins (men inte Schleswigs) medlemskap i Tyska förbundet. Danskarna föredrog därmed att helt släppa det huvudsakligen tyska Holstein, och hade velat göra så redan 1848. Problemet var dock att tyskarna i både Schleswig och Holstein var emot en delning av de två hertigdömena, och inte kunde acceptera att en tysk minoritet i Schleswig då skulle hamna under direkt danskt styre. Tyskarnas tanke om hur den schleswig-holsteinska frågan skulle lösas var således att både Schleswig och Holstein skulle lämna danskt styre.
Under åren efter schleswig-holsteinska kriget och före det dansk-tyska kriget hade också Preussens ställning stärkts väsentligt, liksom de tyska enhetssträvandena.

## Upptakten till kriget
Utvecklingen efter kung Fredrik VII av Danmarks död 15 november 1863 kom att bli upptakten till kriget. Med Fredrik utgick den kungliga manslinjen av huset Oldenburg, som år 1460 förvärvat Schleswig och Holstein, och enligt Londonprotokollet 1852, som slutits mellan stormakterna och Sverige-Norge, skulle den danska monarkin nu övergå till prins Kristian. Hertig Kristian av Augustenburg, som tillhörde en sidolinje utgrenad från huset Oldenburg på 1500-talet, hade visserligen tidigare lovat att respektera Londonprotokollets arvsbestämmelser. Men nu återupptogs Augustenburgarnas anspråk av hans son Fredrik av Augustenburg, som förklarade att Londonprotokollet stod i strid med den i Elbehertigdömena gällande arvsföljden.
Som ny kung undertecknade Kristian IX av Danmark redan den 18 november 1863 en ny grundlag, den så kallade novemberförfattningen, som gällde för Danmark och Schleswig, men inte Holstein. Syftet var att knyta Schleswig närmare till Danmark, och åtgärden utgjorde ett tydligt avsteg från Danmarks löfte från 1851 att fortsätta med helstatslösningen för Schleswig-Holstein.
Det danska agerandet ledde till att Fredrik av Augustenburg den 19 november 1863 gjorde anspråk på styret av Schleswig och Holstein och utropade sig till hertig Fredrik VIII av Schleswig-Holstein. De flesta ämbetsmännen i Schleswig vägrade att gå ed på den nya författningen, och den tysksinnade befolkningen uttalade sina protester på stormiga massmöten. I hela Tyskland uppstod starka sympatier för vad man såg som Schleswig-Holsteins befrielse. I synnerhet var kung Maximilian av Bayern ivrig att utverka erkännande åt Augustenburgarens anspråk på Schleswig-Holstein, och regeringarna i Baden, Braunschweig och andra tyska mellan- och småstater ställde sig på samma sida. Hertig Fredrik försåg sig med en ministär, som tills vidare skulle ta sitt säte i Gotha, och började utrusta friskaror.
Den tyska förbundsdagen erbjöd sig att pröva de båda tronpretendenternas sak. På förbundsdagens mandat gick därefter trupper från Hannover och Sachsen in i Holstein den 24 december 1863 utan att detta ledde till några krigshandlingar, eftersom den danska armén omedelbart utrymde området. Den 18 januari 1864 överlämnade Preussen och Österrike på eget bevåg ett ultimatum till den danska regeringen om att novemberförfattningen skulle dras tillbaka. Då Danmark vägrade inleddes kriget. Flera av förbundsstaterna motsatte sig det preussisk-österrikiska ingripandet men deras protester fick ingen inverkan på krigshandlingarna.

Danmark hade före sitt agerande inte återförsäkrat sig om stöd från någon av stormakterna, vilket visade sig vara ödesdigert och mycket dumdristigt mot bakgrund av hur den europeiska 1800-talspolitiken fungerade. Storbritannien hade i och för sig ett visst intresse av att stödja Danmark, men ansåg sig inte kunna ingripa själv. Frankrike och Ryssland såg inte sina intressen hotade, och var dessutom fientligt inställda till varandra, så inget av dessa länder hade något intresse av att ingripa. Således kunde Preussen och Österrike ingripa mot Danmark utan att någon av de övriga europeiska stormakterna drogs in i kriget. Danmarks eventuella förhoppningar om aktivt stöd från Sverige visade sig också vara grundlösa.

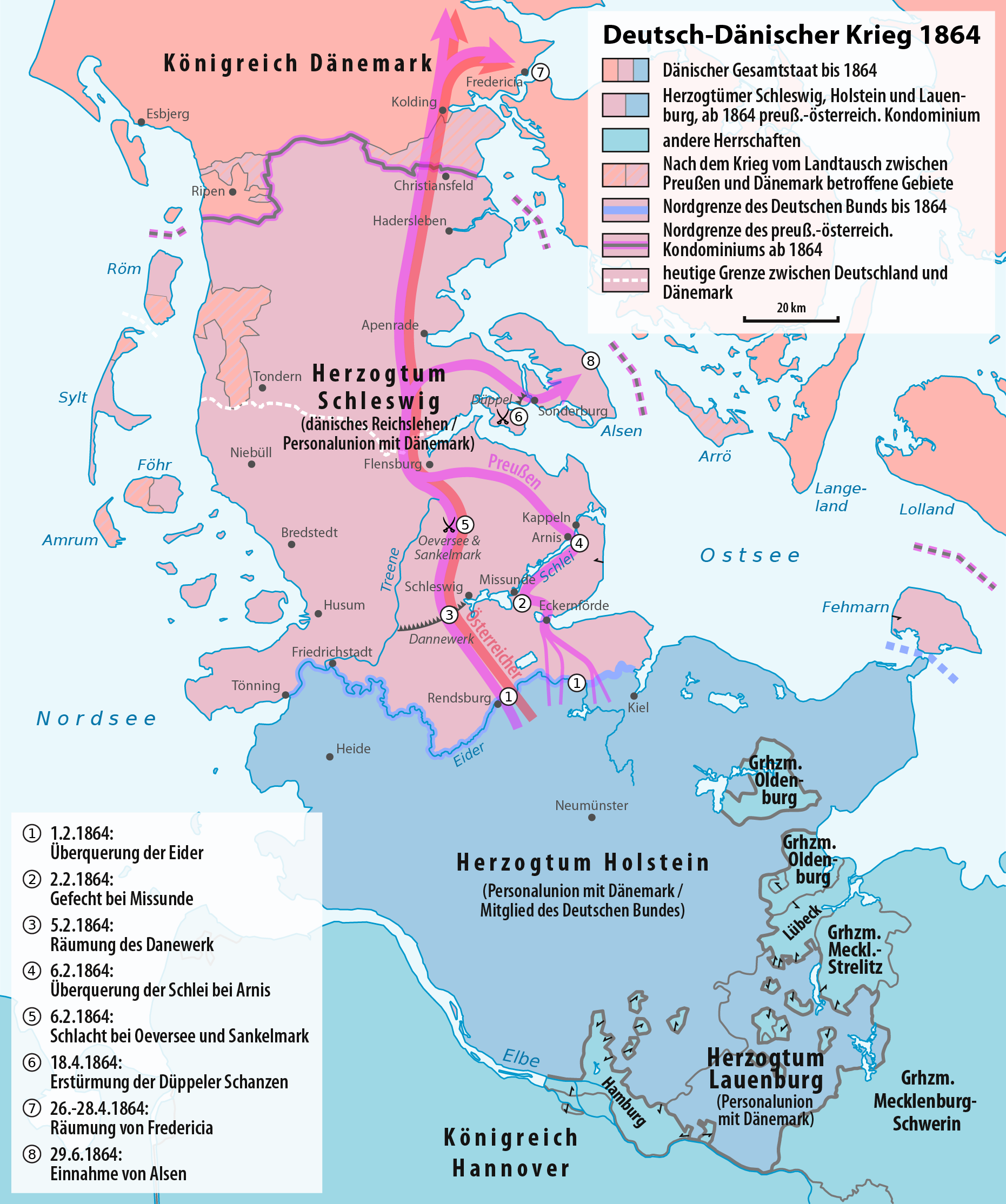
Preussisk-österrikiska fälttåg i Schleswig/Slesvig

## Krigets förlopp
Den 31 januari 1864 uppmanade den preussiske fältmarskalken Friedrich von Wrangel, vars armé nu stod i Holstein, de danska trupperna under general Christian de Meza att utrymma Schleswig, vilket de vägrade. Den 1 februari 1864 gick därför en preussisk-österrikiska styrka på omkring 60 000 man över gränsfloden Eider in i Schleswig under ledning av Wrangel och den österrikiske generalen von Gablenz. Den danska armén om 35 000 man under befäl av de Meza var uppställd längs befästningsverket Dannevirke, som dock inte var i särskilt gott skick. Den 2 februari angrep preussarna under prins Fredrik Karl den vänstra danska flygeln vid Mysunde, men kastades tillbaka av danska trupper under general Gerlach. Österrikarna anföll den 3 februari mitten av den danska linjen och intog Kongshøj (tyska Königshügel) efter en intensiv strid. Detta ledde till att de Meza befarade att hans trupper skulle bli omringade, och natten mellan 5 och 6 februari övergavs Dannevirke med 200 kanoner och stora förråd och den danska armén drogs tillbaka. Även om åtgärden kan ha varit nödvändig, fick reträtten en demoraliserande inverkan på de danska trupperna, eftersom Dannevirke av danskarna hade betraktats som en stark fästning.

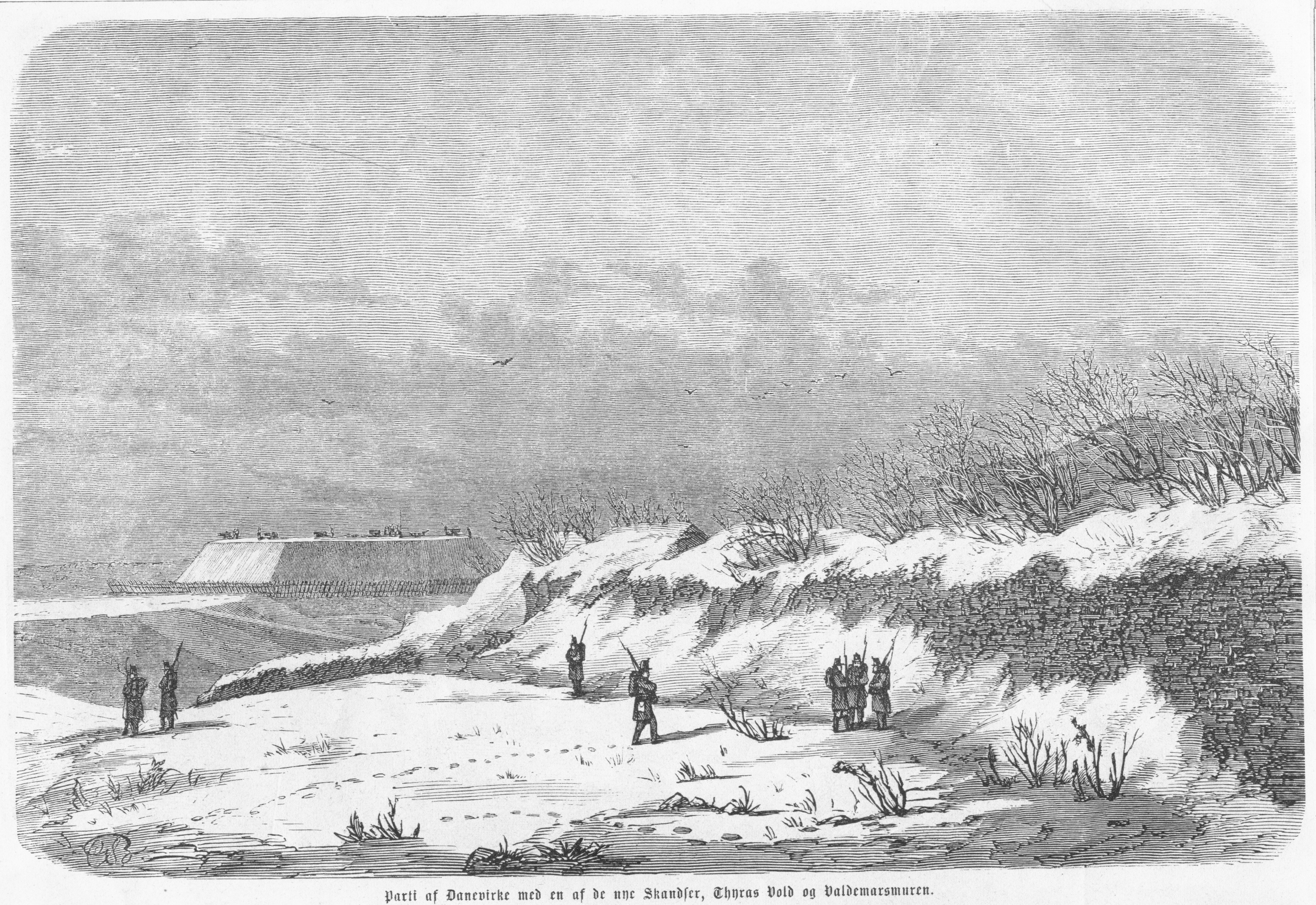
En samtida illustration av Dannevirke och en av dess nya skansar (skans 14).

Huvuddelen av den danska armén begav sig till Als och Sundeved, där Gerlach 28 februari övertog befälet från den nu diskrediterade de Meza. De preussiska styrkorna fanns strax därefter i närheten, och österrikarna tågade samtidigt mot Fredericia. Den 15 mars intogs Femern genom överrumpling, och 17 mars förlorade danskarna hela terrängen framför Dybbøl efter en strid vid Ragebøl. Den 28 mars anföll preussarna den danska Dybbølställningen, men slogs tillbaka. Den 2 april påbörjades ett två veckors långt artilleribombardemang av staden Sønderborg och av de relativt oförberedda danska skansarna, som inledningsvis höll ut trots svåra förutsättningar. Den danske divisionsgeneralen du Plat föreslog 16 april att man skulle utrymma ställningen för att undvika ytterligare förluster, men Gerlach och den danska regeringen önskade hålla sig kvar i Sundeved på Schleswigs fastland, tills en fredskonferens kunde inledas. Man fruktade för arméns moral ifall även Dybbøl skulle ges upp.
Den fredskonferens man hoppades på byggde på ett engelskt förslag från 21 mars, som hade erbjudit sig att hålla en sådan i London. Det visade sig dock att den tyska sidan inte ville avsluta sina operationer innan Dybbøl hade fallit, och den 18 april genomförde de preussiska styrkorna den länge förberedda stormningen av Dybbøl, som föll på några timmar. De danska truppernas uthållighet under de dryga två veckornas artilleribeskjutning av en överlägsen fiende har dock lett till att datumet 18 april har fått en stor betydelse i dansk historia.
Därefter utrymde danskarna även fästningen Fredericia utan strid den 28 april. Fredskonferensen sammankallades den 25 april och 9 maj slöts vapenvila, samma dag som en sjöstrid mellan två danska och två österrikiska fregatter inträffade. Vapenvilan upphörde 25 juni utan att fred hade slutits, och 29 juni förde prins Fredrik Karl sina trupper i båtar över Alssundet. De 12 000 man starka danska arméstyrkorna på Als, under befäl av Steinmann, blev överrumplade och fick inget understöd från den danska flottan. De tvingades därför överge hela fästningsartilleriet på Als och bege sig till Fyn, förutom att de drabbades av förluster på 3 200 man. Detta bröt slutligen danskarnas stridsvilja; Vendsyssel utrymdes 14 juli och öarna i Nordsjön föll 19 juli.

## Krigets konsekvenser
Eftersom varje hopp om utländsk hjälp var uteslutet inledde Danmark 1 augusti fredsförhandlingar i Wien. Den 30 oktober 1864 slöts sedan freden i Wien, med resultatet att Schleswig, Holstein och Sachsen-Lauenburg fick avträdas.
Dansk-tyska kriget kom också att bli det första i raden av tre tyska enighetskrig, och följdes av tyska enhetskriget 1866 och fransk-tyska kriget 1870–1871. I alla tre krigen styrdes Preussens agerande av ministerpresidenten Otto von Bismarck understödd av Helmuth von Moltke d.ä. som generalstabschef.

## Svenskt och norskt deltagande
Under intryck av skandinavismen hade en del svenskar och norrmän deltagit som frivilliga i schleswig-holsteinska kriget. Dessa stämningar levde kvar på 1860-talet, och hade en varm anhängare i kung Karl XV, som vid en militärövning i Ljungbyhed samt vid Skodsborgsmötet den 22 juli 1863 hade lovat sin danske motsvarighet kung Fredrik VII svenskt militärt stöd i händelse av ett nytt krig med Preussen, och utlovade 20 000 man till Dannevirke. Detta ingick inte i den svenske kungens befogenheter vid denna tid, och den svenske statsministern Louis De Geer vägrade, stödd av sin regering, att ställa sig bakom sådana riskabla löften. Löftet upphävs vid Ulriksdalskonferensen den 8 september 1863. Även politikerna i De Geers regering var skandinavister och stödde Danmarks sak, men den svenska armén var i alltför dåligt skick, och Preussen alltför mäktigt för att man skulle våga sig på denna typ av garantier. Preussen räknade dock med att det fanns en risk att Sverige skulle gå med i kriget, och även om Preussen och deras tyska allierade hade en stor överlägsenhet i arméstridskrafter, skulle den danska och svenska flottan sammantaget ha varit överlägsna den preussiska flottan till havs. Därför valde den tyska sidan att manövrera på ett sådant sätt att Sverige inte skulle dras in på dansk sida.
Även om Sverige aldrig deltog officiellt på den danska sidan kom ett antal svenskar att delta som frivilliga i kriget. Totalt tjänstgjorde 434 svenska frivilliga i Danmark. Av dessa ingick 134 i Strövkåren, ett särskilt förband bestående av två kompanier av huvudsakligen svenska frivilliga som organiserades i mars 1864, och som kompletterades med norska frivilliga och danska soldater. Från 15 januari till 7 maj 1864 beviljade den svenska regeringen 50 svenska officerare och 18 lägre befäl tjänstledigt för tjänstgöring i Danmark. Från den 7 maj 1864 beviljades inga nya tjänstledigheter efter en överenskommelse med Preussen på grund av de oklarheter kring krigsfångestatusen hos de svenskar som tagits som fångar av de tyska styrkorna.
Den första svenska frivilliga som uppges ha rest till Danmark var löjtnant Pehr Konrad Betzholtz, som varit med även under kriget 1848. Om hans popularitet vittnar visan om "Den tappre svenska frivilliga löjtnant Pehr Konrad Betzholtz, som med ära föll i kampen för Danmark vid Lundby den 3 juli 1864". Bland Kungliga bibliotekets samling av skillingtryck finns nära ett hundratal upplagor av denna sång. Vid löjtnant Betzholtz sida föll den unge skarpskytten Emil Ekström, som lämnat sin kontorspulpet i Göteborg för att tjäna skandinavismens idé. Bland de frivilliga från Sverige märktes också löjtnant Hugo Raab, som sedan skulle bli chef för den svenska Generalstaben. Han var en så mycket värdefullare hjälp för danskarna som han fått sin egentliga militära uppfostran just hos deras fiender, vid krigsakademin i Berlin.
I den danska krigssjukvården deltog frivilliga från Sverige: nitton läkare, nio studenter, nio militärläkare och en professor i kirurgi samt åtminstone sju sjukvårdsutbildade diakonissor. De svenska läkarna utgjorde 15 procent av den danska sidans bestånd av läkare. De gjorde insatser vid krigssjukhus eller i anslutning till sjuktransporter. Av de svenska läkarna tjänstgjorde flertalet vid det fältsjukhus som inrättats på Augustenborgs slott på ön Als. Större delen av de vårdbehövande där var inte krigsskadedrabbade utan led av infektionssjukdomar som de ådragit sig under tiden i fält.  
De svenska diakonissorna kom till Danmark efter ett initiativ av Den danska diakonistiftelsen. Några av sjuksköterskorna är kända till namnen, bland andra Lovisa Carlsson och Ottilia Holm, båda placerade på Augustenborg.

### Marskravallerna
I Sverige utbröt på grund av kriget återigen en skandinavisk aktivism, som i början av mars tog sig utlopp i gatuoroligheter i Stockholm. Men den var inte längre som vid 1848 knuten företrädesvis till liberala kretsar utan hade anhängare inom olika läger, inte minst bland de konservativa junkerkretsarna. För att driva regeringen till ett avgörande efter alla de löften kungen själv givit att hjälpa Danmark, anordnade de skandinaviska krigsivrarna den 6 mars 1864 ett möte i De la Croix stora sal på Brunkebergstorg, som blev överfylld av folk ur alla samhällsklasser. Här antogs resolutioner om önskvärdheten av ett kraftigt uppträdande till Danmarks hjälp.
Mötet fick ett efterspel i de så kallade marskravallerna. En massa människor, som ämnat sig till mötessalen men inte kunnat komma in, gav sina känslor luft i sång och hurrarop för kungen och danske ministern med skrän och oljud utanför Manderströms bostad, utrikesministerhotellet på Blasieholmen. Här och där slog man också in fönster. Polisen ingrep, och polismästaren försökte slutligen skingra folkstämningen med vatten från brandposterna, men det hjälpte inte. Oroligheterna blev bara värre de närmaste kvällarna. Poliserna tappade besinningen, for fram med sina batonger mot både kvinnor och barn, bröt sig in i husen och häktade hänsynslöst vem som kom i deras väg.
Det begränsade svenska stödet i kriget ledde till att den politiska skandinavismen efter kriget var död, även om skandinavismen levde vidare inom andra områden, som kultur och handel.

## Galleri

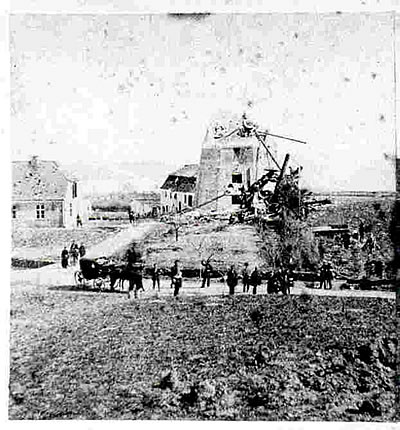
Bild från Dybbøl två dagar efter stormningen och det danska nederlaget.
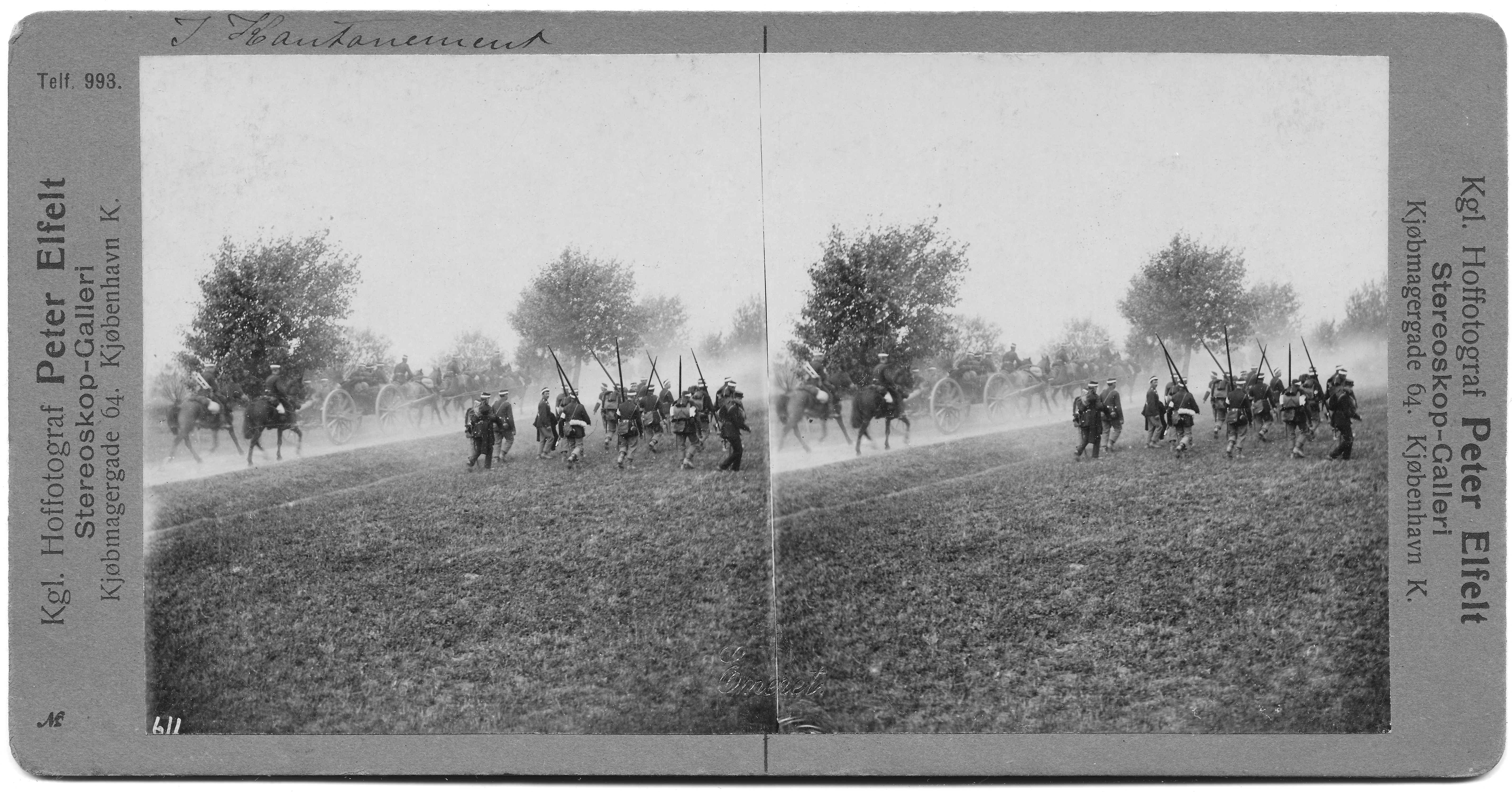
Fotografier från kriget.
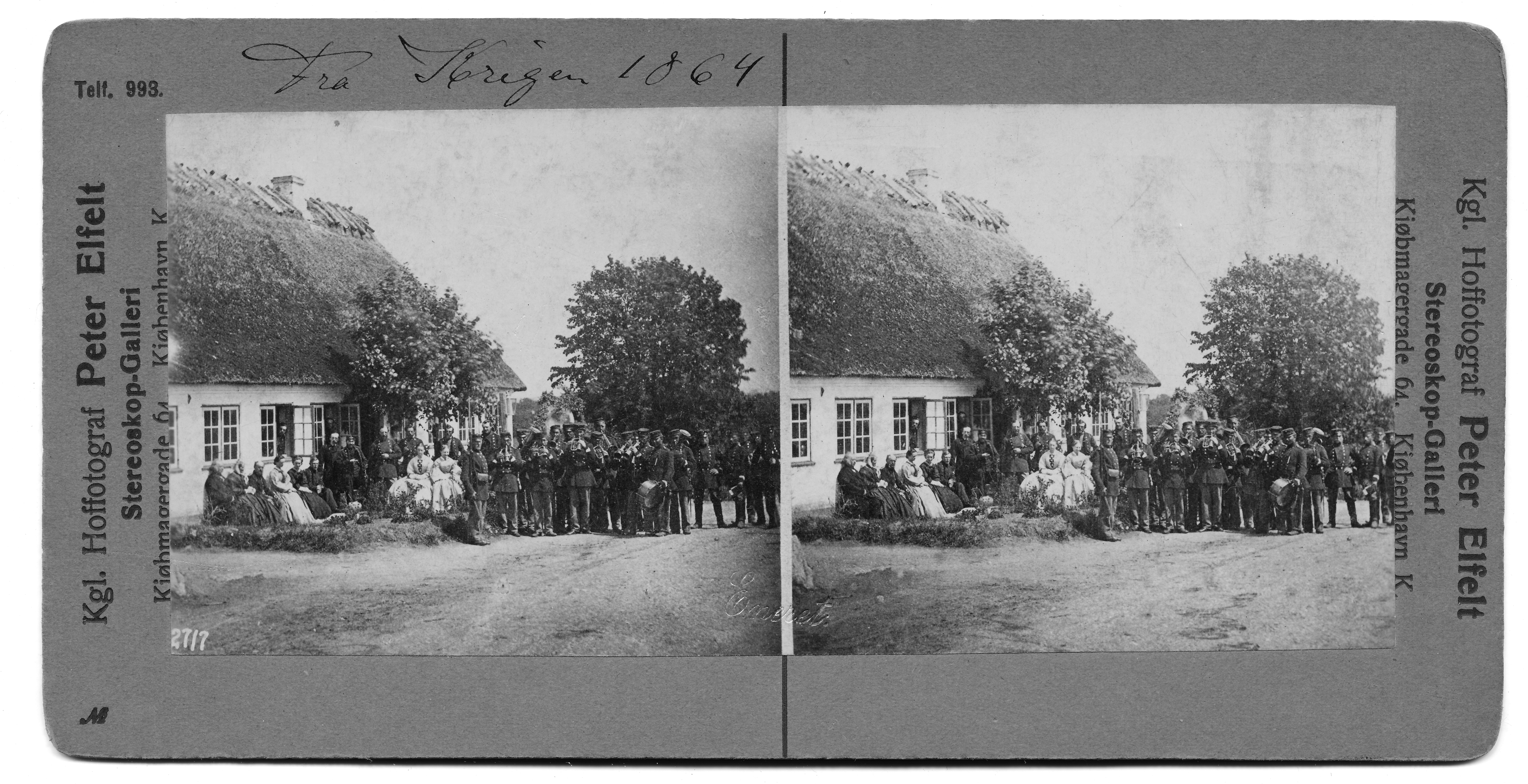
Fotografier från kriget.
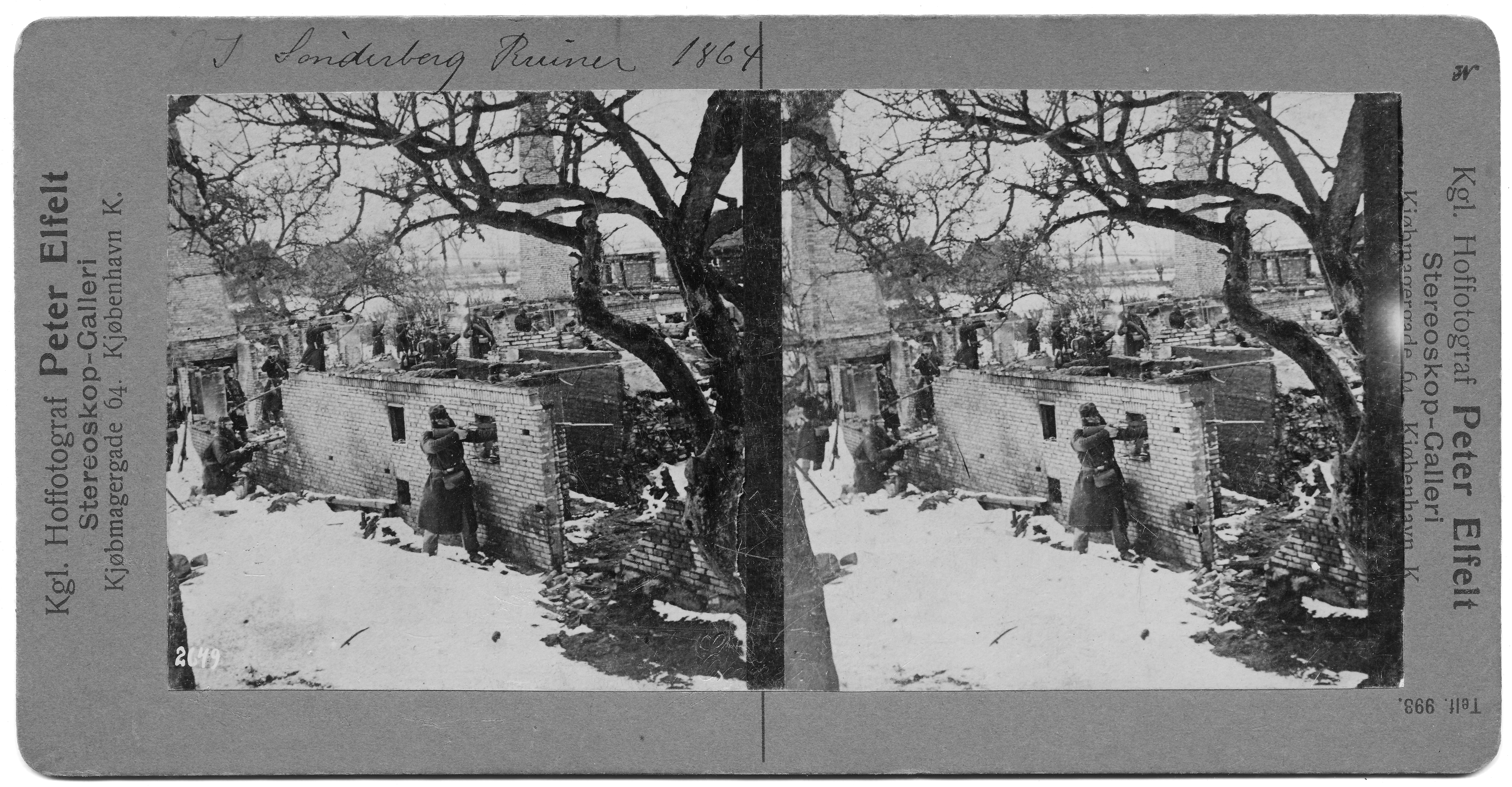
Fotografier från kriget.